# Tetragonurus
Tetragonurus là danh pháp khoa học của một chi cá biển, duy nhất trong họ Tetragonuridae.

## Từ nguyên
Tetragonurus bắt nguồn từ tiếng Hy Lạp cổ τετράς (tetrás) nghĩa là 4, cộng γωνία (gonía) nghĩa là góc và ουρά (oura) ngĩa là đuôi.

## Phân bố
Cá biển; ở vùng biển sâu. Phân bố: Nhiệt đới và cận nhiệt đới.

## Đặc điểm
Thân hình thon dài. Cá trưởng thành có vây bụng. Vây lưng có tia gai, với 10 - 20 gai ngắn; vây lưng mềm 10-17 tia mềm. Một gai đơn ở vây hậu môn; tia mềm 10-16. Một gờ ở mỗi bên của cuống đuôi. Vảy trên đường bên 73-114. Đốt sống 40-58. Thức ăn chủ yếu được cho là động vật ruột khoang và sứa lược.

## Họ hàng
Họ Tetragonuridae nguyên được xếp trong phân bộ Stromateoidei của bộ Perciformes, nhưng gần đây được chuyển sang bộ Scombriformes. 
Tuy nhiên, các phân tích phát sinh chủng loài phân tử gần đây đặt họ này gần với họ Scombridae (và có thể là với Amarsipidae) hơn là với các họ của phần lõi của Stromateoidei (bao gồm Ariommatidae, Stromateidae và Nomeidae) trong bộ Scombriformes.

## Các loài
Hiện tại người ta công nhận 3 loài trong chi này:
- Tetragonurus atlanticus Lowe, 1839
- Tetragonurus cuvieri Risso, 1810
- Tetragonurus pacificus Abe, 1953

## Lưu ý
Tetragonurus Eisen, 1874 là danh pháp cho một chi giun đất trong họ Lumbricidae. Loài Tetragonurus pupa Eisen, 1874 có danh pháp chính thức hiện nay là Eiseniella tetraedra (Savigny, 1826).